# Пещерна мечка
Пещерната мечка (Ursus spelaeus) е изчезнал представител на семейство мечкови (Ursidae), който е живял в Европа през периода плейстоцен. Видът е изчезнал в началото на последната ледникова епоха, преди около 27 500 години.
Както името „пещерна“, така и научното име spelaeus произтичат от факта, че вкаменелости от този вид са намирани най-вече в пещери и посочва, че този вид прекарва повече време в пещерите от кафявата мечка, която използва пещерите само за зимен сън. В резултат на това, в течение на времето, цели слоеве от костите и почти цели скелети, са открити в много пещери.

## История на откриването на пещерна мечка
Скелети на пещерна мечка са описани за първи път през 1774 г. от Йохан Фридрих Еспер в книгата Newly Discovered Zoolites of Unknown Four Footed Animals. Първоначално смята, че костите приднадлежат на дракони, еднорози, маймуни, вълци или тигри, но в крайна сметка Еспер стига до заключението, че те всъщност принадлежат на полярни мечки. Двадесет години по-късно, Йохан Кристиан Розенмюлер, анатом в Лайпцигския университет, дава на вида биномно име. Костите са толкова многобройни, че повечето учени не им обръщат внимание. По време на Първата световна война, големи количества от кости на пещерни мечки са използвани като източник на фосфати, оставяйки след себе си черепи и бедрени кости.
В много пещери в Централна Европа са намирани кости от пещерни мечки. В България останки са наблюдавани в пещерата Кървавата локва около Котел,при едно проучвателно спускане на екип от пещерен клуб Луцифер Търговище. В Германия те са открити в пещерите Хайнрихшоле в Хемер и Дешенхоле в Изерлон. В Румъния в пещера наречена „Мечата пещера“ през 1983 г. са открити скелети на 140 пещерни мечки.

## Описание и биология

### Обхват и ареал
Обхватът на пещерната мечка се простира в почти цяла Европа; от Испания и Великобритания на запад, Италия, части от Германия, Полша, Балканите, Румъния, части от Русия, включително Кавказкия регион; също и в Северен Иран. Не са открити никакви следи от пещерни мечки в Северна Великобритания, Скандинавия и Прибалтийските републики, които са били покрити с обширни ледници по това време. Най-голям брой на останки от пещерна мечка, са открити в Австрия, Швейцария, Южна Германия, Северна Италия, Северна Испания, Хърватия, Унгария и Румъния. Огромният брой от кости, намерени в Южна, Централна и Източна Европа, довежда някои учени до извода, че пещерните мечки са живеели буквално на стада, но други смятат, че костите открити в пещерите са се натрупали в продължение на 100 000 или повече години, като за този период е достаъчно да умират по два екземпляра годишно в пещерата, за да се натрупа подобно количество кости.
Пещерната мечка е обитавала ниските планинските райони, особено райони, богати на варовикови пещери. Изглежда са избягвали откритите равнини, предпочитайки да живеят в гори или до горски местности.

### Анатомия
Пещерната мечка е имала много широк, куполовиден череп с ниско чело. Нейното яко тяло, дълги бедра и масивни глезени, показва че нейната скелетна структура е подобна с тази на кафявата мечка. Пещерните мечки са сравними по размер с най-големите съвременни мечки. Средното тегло при мъжките екземпляри е 400 – 500 кг, докато женските мечки са тежали 225 – 250 кг. За 90% от скелетите на пещерни мечки в музеите се е смятало, че са скелети на мъжки екземпляри, поради погрешното схващане, че скелетите на женските са с размери на „джуджета“. Пещерната мечка е ставала по-едра и по-тежка при студено време и заледявания и по-дребна и лека, когато е нямало заледявания. Вероятно, за да регулира загубата на телесната си температура. По време на последната ледникова епоха са липсвали обичайните две или три премоларии срещащи се при други мечки; за да ги компенсира последните кътници са били много издължени с допълнителни връхчета. Раменните кости, както и бедрените кости на женските са сходни по размери с тези на полярната мечка. Бедрената кост при мъжките, обаче има по-голяма прилика с тази на кодиакската мечка.